# Sofronio Española, Palawan
Sofronio Española là một đô thị hạng 4 ở tỉnh Palawan, Philippines. Đây là đô thị mới nhất của tỉnh này, được lập thông qua một cuộc bỏ phiếu toàn dân ngày 22 tháng 5 năm 1994 từ một khu vực trước đó thuộc Brooke's Point. Theo điều tra dân số năm 2000, đô thị này có dân số 26.801 người trong 5.479 hộ.

## Barangay
Sofronio Española được chia thành 9 barangay.
- Abo-abo
- Iraray
- Isumbo
- Labog
- Panitian
- Pulot Center
- Pulot Interior (Pulot II)
- Pulot Shore (Pulot I)
- Punang